# Prosper Mérimée
Prosper Mérimée (Pariz, 28. rujna 1803. – Cannes, 23. rujna 1870.), francuski književnik.
Svojim mladenačkim ukusom za skandal i mistifikaciju kao i dandyjevskim ponašanjem ravno se nametnuo sredini oduševljenih romantičara, željnih povijsti i prošlosti. Čitav život izbjegavao je svakodnevnu realnost, tražeći egzotične note i prostore fatalne strasti, a značajno mjesto daje i fantastičnim elementima. 
Kada je 1834. godine imenovan inspektorom povijesnih spomenika dobio je priliku da putuje (Korzika, Italija, Grčka, Mala Azija, Španjolska), a plodovi novih iskustava su remek djela "Colomba" i "Carmen", te novele "Lokis" i "Djoumane". Radoznao i široke kulture, oduševit će se ruskom književnošću te Francuskoj predstaviti Puškina, Gogolja i Turgenjeva.

## Djela
- "Kazalište Clare Glazul",
- "Gusle žakerija",
- "Mateo Falcone",
- "Zauzeće tvrđave",
- "Etruščaska vaza".